# MV Agusta Germano
Germano è un ciclomotore prodotto dalla MV Agusta negli anni sessanta in versione normale e sport. Quest'ultimo era dotato di un telaio doppia culla chiusa a differenza del normale.
Entrambi erano spinti da un motore di fabbricazione tedesca rimarcato Agusta; un due tempi, tre marce a manubrio, con cilindro in ghisa e testa in alluminio.
L'aspetto esteriore del modello sport è quello di una vera moto in sedicesimo.